# Oswald de Andrade
José Oswald de Andrade Souza (San Paolo, 11 gennaio 1890 – San Paolo, 22 ottobre 1954) è stato un poeta brasiliano, uno dei fondatori del modernismo brasiliano.

## Biografia
Membro del Gruppo dei Cinque con Mário de Andrade, Anita Malfatti, Tarsila do Amaral e Menotti Del Picchia, è celebre per il suo Manifesto Antropófago, pubblicato nel 1928, in cui espone di come la grande forza della storia del Brasile sia stata quella di cannibalizzare le altre culture.
Fiero antipassatista, de Andrade aveva scelto la libertà di espressione come grido di battaglia e come solo unificante programma d'azione. Il suo "Manifesto antropófago" tuonava con la frase “Tupy or not Tupy, that is the question” - ispirata dalla prima tribù autoctona del Brasile costretta a sloggiare dall'arrivo della ‘civiltà’ - incitando a non fuggire di fronte al nuovo, a divorare l'”altra” cultura per assimilarne le verità.

Viene citato da Fabrizio De André nella sua canzone La domenica delle salme come il suo «illustre cugino de Andrade».
(Fabrizio De André, 1990)

## Opere

### Manifesti
- Manifesto da Poesia Pau-Brasil (1924)
- Manifesto Antropófago (1928)

### Poesia
- Pau-Brasil (1925)
- Primeiro Caderno do Aluno de Poesia Oswald de Andrade (1927)
- Cântico dos Cânticos para Flauta e Violão (1942)
- O Escaravelho de Ouro (1946)
- O Cavalo Azul (1947)
- Manhã (1947)
- O Santeiro do Mangue (1950)

### Romanzi
- Trilogia Os Condenados (1922-1934)
- Memórias Sentimentais de João Miramar (1924)
- Serafim Ponte Grande (1933)
- Marco Zero I - A Revolução Melancólica (1943)
- Marco Zero II - Chão (1945)

### Teatro
- Mon Coeur Balance - Leur Âme - Histoire de La Fille Du Roi (com Guilherme de Almeida) (1916)
- O Homem e o Cavalo (1934)
- A Morta pelo homem (1937)
- O Rei da Vela (1937); primeira encenação de seus textos em 1967, pelo Teatro Oficina de São Paulo.

### Altro
- O Pirralho (1911-1918), periódico literário, político e de humor.
- Um homem sem profissão. Memórias e confissões. I. Sob as ordens de mamãe (1954), com capa de Nonê e prefácio de Antonio Cândido.
- Dicionário de bolso (1990), publicação póstuma organizada por Maria Eugênia Boaventura a partir de manuscritos do espólio do autor contendo verbetes jocosos.